# Cyrtognatha bella
Cyrtognatha bella là một loài nhện trong họ Tetragnathidae.
Loài này thuộc chi Cyrtognatha. Cyrtognatha bella được Octavius Pickard-Cambridge miêu tả năm 1896.